# Level (compagnia aerea)
Level è il marchio di una compagnia aerea a basso costo spagnola con sede a El Prat de Llobregat in Catalogna (Spagna). Vende servizi di trasporto passeggeri low-cost a lungo raggio operati con aeromobili Iberia, OpenSkies e Anisec Luftfhart.

## Storia
Fondata il 17 marzo 2017 in Spagna dalla International Airlines Group, ha la propria base all'Aeroporto di Barcellona-El Prat. L'inizio delle operazioni è previsto per giugno 2017 con collegamenti verso il Nord America e Sud America con aerei Airbus A330-200 proveniente dalla compagnia Iberia, e la possibilità di effettuare voli in connessione via El Prat attraverso Vueling.

## Destinazioni
Le destinazioni sono 6 e comprendono le città di Boston, Buenos Aires, Londra, Majorca, Montreal, Guadalupa e Los Angeles.

## Codeshare
A luglio 2018, Level ha accordi di Codeshare con seguenti compagnie:
- American Airlines
- British Airways
- vueling

## Flotta

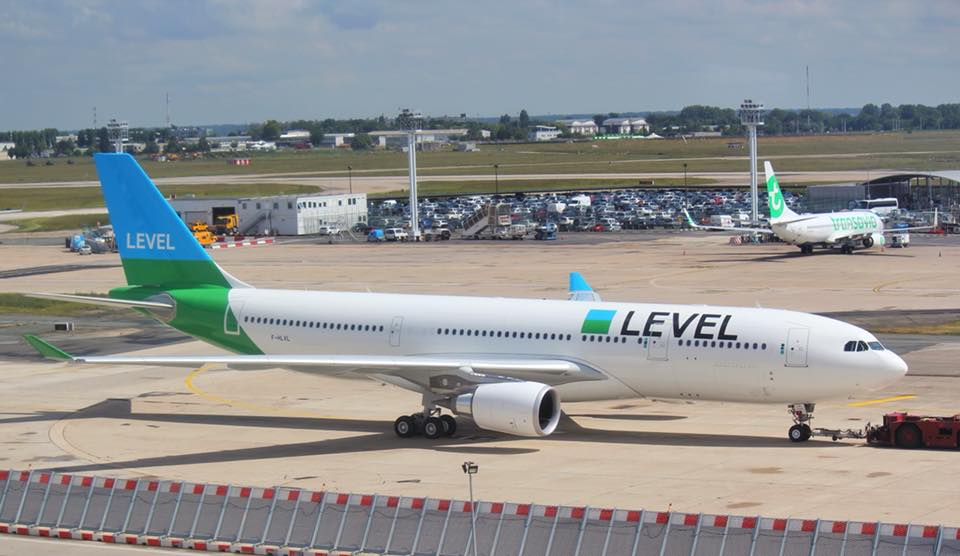
Un Airbus A330-200 di LEVEL con marche francesi operato per OpenSkies.

La flotta di Level a febbraio 2019 consiste nei seguenti aeromobili:
| Aereo           | In flotta | Ordini | Passeggeri | Passeggeri | Passeggeri | Note                                                                                      |
| Aereo           | In flotta | Ordini | W          | Y          | Totale     | Note                                                                                      |
| --------------- | --------- | ------ | ---------- | ---------- | ---------- | ----------------------------------------------------------------------------------------- |
| Airbus A321-200 | 4         | —      | —          | 212        | 212        | Operati per Anisec Luftfahrt.                                                             |
| Airbus A330-200 | 5         | 3      | 21         | 293        | 314        | Operati per Iberia da Barcellona. Operati da OpenSkies da Parigi. Consegne entro il 2019. |
| Totale          | 9         | 3      |            |            |            |                                                                                           |

## Cabine e servizi
Premium Economy
La Premium Economy è disponibile sugli A330-200. Le poltrone sono 21 e possono essere reclinate di 37" nel layout 2-3-2, sono equipaggiate con schermi tv da 21" e sono comprese di cuffie. Ai passeggeri sono offerti 3 pasti completi, servizio wi-fi a pagamento, bagaglio a mano e due bagagli in stiva.
Economy
La classe Economy è composta da 293 posti a sedere in 2-4-2 layout. Le sedute sono dotate di uno schermo TV a 9 pollici, con una selezione di film e spettacoli televisivi. Il wifi a bordo, il servizio di pasti e il bagaglio in stiva sono a pagamento.

## Programma di frequent flyer
Il programma frequent flyer è avios, che è utilizzato dal gruppo IAG (British Airways, Iberia, Vueling, Aer Lingus e flybe)